# Rajnier z Montferratu
Rajnier z Montferratu (włos. Ranieri di Monferrato, ur. 1162, zm. 1183) – włoski arystokrata.
Był piątym synem margrabiego Montferratu Wilhelma IV z Montferratu i Judyty z Bambergu. Jesienią 1179 roku przybył do Konstantynopola. W lutym 1180 roku poślubił tam Marię Komnenę, córkę Manuela I Komnena i Berty von Sulzbach. Otrzymał tytuł cezara. W 1183 został zamordowany. 